# Lockdown 2005
Lockdown (2005) was een professioneel worstel-pay-per-view (PPV) evenement dat georganiseerd werd door Total Nonstop Action Wrestling (TNA). Het was de eerste editie van Lockdown en vond plaats op 24 april 2005 in de TNA iMPACT! Zone in Orlando, Florida.

## Matches
| Nr. | Match | Winnaar(s)            | Opmerkingen | Bron  |
| --- | --- | --------------------- | --- | ----- |
| 1P  | 3Live Kru (Konnan & Ron Killings) vs. David Young & Lex Lovett vs. The Naturals (Andy Douglas & Chase Stevens) (met Chris Candido) | 3Live Kru             | Three-way tag team match.                                                                                       | [ 1 ] |
| 2   | Apolo & Sonny Siaki vs. Chris Candido & Lance Hoyt                                                                                 | Apolo & Sonny Siaki   | Six Sides of Steel Cage match.                                                                                  | [ 1 ] |
| 3   | Dustin Rhodes vs. Bobby Roode (met A-1 en Coach D'Amore) 2-1                                                                       | Dustin Rhodes         | Prince of Darkness match.                                                                                       | [ 1 ] |
| 4   | Shocker vs. Chris Sabin vs. Matt Bentley (met Trinity) vs. Sonjay Dutt                                                             | Shocker               | 4-man Xscape match.                                                                                             | [ 1 ] |
| 5   | Jeff Hardy vs. Raven | Jeff Hardy            | Six Sides of Steel Cage Tables match.                                                                           | [ 1 ] |
| 6   | America's Most Wanted (Chris Harris & James Storm) (c) vs. Team Canada (Eric Young & Petey Williams) (met A-1)                     | America's Most Wanted | Six Sides of Steel Cage Strap match voor het NWA World Tag Team Championship.                                   | [ 1 ] |
| 7   | Christopher Daniels (c) vs. Elix Skipper                                                                                           | Christopher Daniels   | Six Sides of Steel Cage match voor het TNA X Division Championship.                                             | [ 1 ] |
| 8   | Team Nash (B.G. James, Diamond Dallas Page & Sean Waltman) vs. Team Jarrett (Jeff Jarrett, Monty Brown & The Outlaw)               | Team Nash             | Lethal Lockdown match.                                                                                          | [ 1 ] |
| 9   | A.J. Styles vs. Abyss | A.J. Styles           | Six Sides of Steel Cage match voor een NWA World Heavyweight Championship match bij het evenement Hard Justice. | [ 1 ] |